# 都市の空気は自由にする
「都市の空気は自由にする」（としのくうきはじゆうにする、ドイツ語: Stadtluft macht frei）は、ドイツ中世都市に関する法諺(法律にまつわる格言、ことわざ)。
封建領主の法的支配下におかれていた農奴や隷属身分の手工業者が、都市へ逃れ、一定期間、領主によって引き戻しの要求がなされることなく過ごした場合、自由身分を得られたとされる（ただし、この際の「自由」とは封建領主からの解放という自由であり、近代的な人権思想を前提とする個人の自由とは異なる）。その期間は大抵の場合、1年と1日とされた。
この法慣習についての史料上の表現はさまざまであるが、19世紀半ばの法学者たちが「空気は自由にする」と言い表したことで定式化された。
この法慣習の根拠としては、権利不行使による隷属民に対する物権法的処分権（ゲヴェーレ）の喪失、都市の避難者庇護権や不入権、都市宣誓共同体の保護機能、あるいは都市に対する国王の保護支配権などに由来するものと考えられている。